# Pelaverga
Pelaverga è il nome di un vitigno autoctono a bacca nera piemontese, principalmente coltivato nella provincia di Cuneo. A seconda della zona di coltivazione, assume nomi e caratteri ampelografici differenti, da cui si ricavano alcuni vini rossi DOC piemontesi:
- Pelaverga Piccolo, chiamato così per le dimensioni delle bacche più ridotte e coltivato in un'area molto ristretta, di soli tre comuni: Verduno, La Morra e Roddi[1], e dal quale si ricava il Verduno Pelaverga.
- Pelaverga Saluzzese, presente in una vasta area geografica che comprende i dintorni di Saluzzo, Pagno e la Valle Bronda, dal quale si ricavano i vini Colline Saluzzesi Pelaverga.
- Cari o Pelaverga, coltivato in alcuni comuni a ridosso delle colline torinesi, da cui si ottiene il Collina Torinese Cari.

## Storia
Di origini antiche, fu rinomato come uva da mensa (al terzo posto di merito in Piemonte dopo Barbarossa e Favorita), dotato, tra l'altro, di buona serbevolezza.
Le prime coltivazioni si diffusero soprattutto nel Saluzzese,in provincia di Cuneo, come attestano alcuni documenti risalenti ai frati di San Colombano del VIII secolo e, successivamente, da Margherita di Foix-Candale (XVI secolo), moglie del Marchese di Saluzzo Ludovico II, insieme al Charneto (Giovanni di Saluzzo Castellar), e Sante Lancerio, che ne decantano le qualità addirittura con lettere e documenti inviati alla corte papale.
Il nome pare che derivi da pellis virga, indicando la tecnica della parziale pelatura dei ramoscelli della vite per favorirne la maturazione, mentre la denominazione Cari deriva dal tipo di uva, chiamata per la prima volta cario da un enologo di corte del XVI secolo, Gian Battista Croce.
A causa della malattia della vite dovuta alla filossera prima, ed allo spopolamento delle campagne poi, nel XIX secolo questo vitigno visse un periodo di oblio, prima di essere riscoperto alla fine dello stesso secolo.

## Coltivazione e caratteristiche
La varietà Saluzzese e il Cari si presentano con grappoli di dimensioni medio-grandi, e forme piramidali alate. L'acino é medio-piccolo, sferico e pruinoso, mentre nella varietà chierese Cari l'acino è leggermente più grande.
Il territorio saluzzese ha un'elevata produzione, tuttavia relativamente incostante. I vini risultano di colore tenue, e profumi legati alla rosa e al lampone, con lievi note di geranio. La varietà Piccolo, con una produzione più di nicchia, tende invece a note di pepe bianco, miste a ribes nero. 
Il grado alcolico è moderato (alcuni Cari posso arrivare anche a 10 gradi) e ben bilanciato dalla poca acidità, che ne fa un vino adatto al consumo giovane, anche fresco in estate, di buon abbinamento con la cucina piemontese e, in particolar modo, eccellente con pasta, carni bianche, oppure gli antipasti come il vitello tonnato, grazie alla delicata tannicità del sorso, che ben bilancia le sensazioni della salsa.
Oltre la produzione di vino, alcune aziende distillano dalle vinacce di uva Pelaverga una grappa molto fine e vellutata.